# Bugarowate

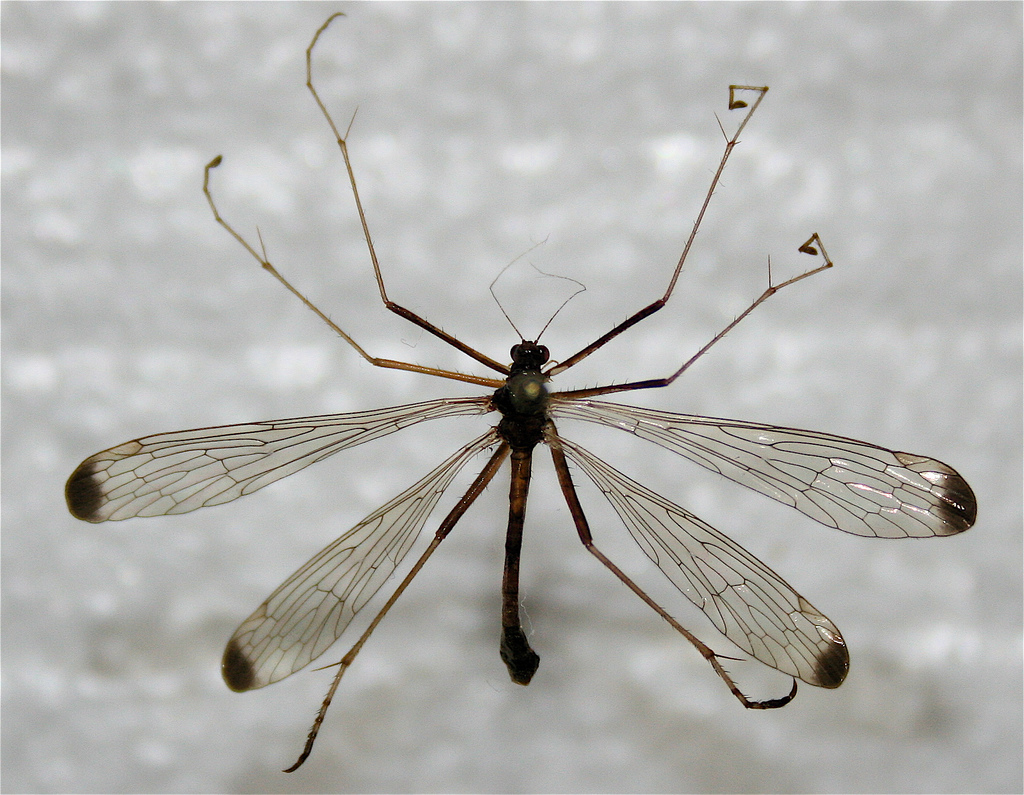
Hylobittacus apicalis

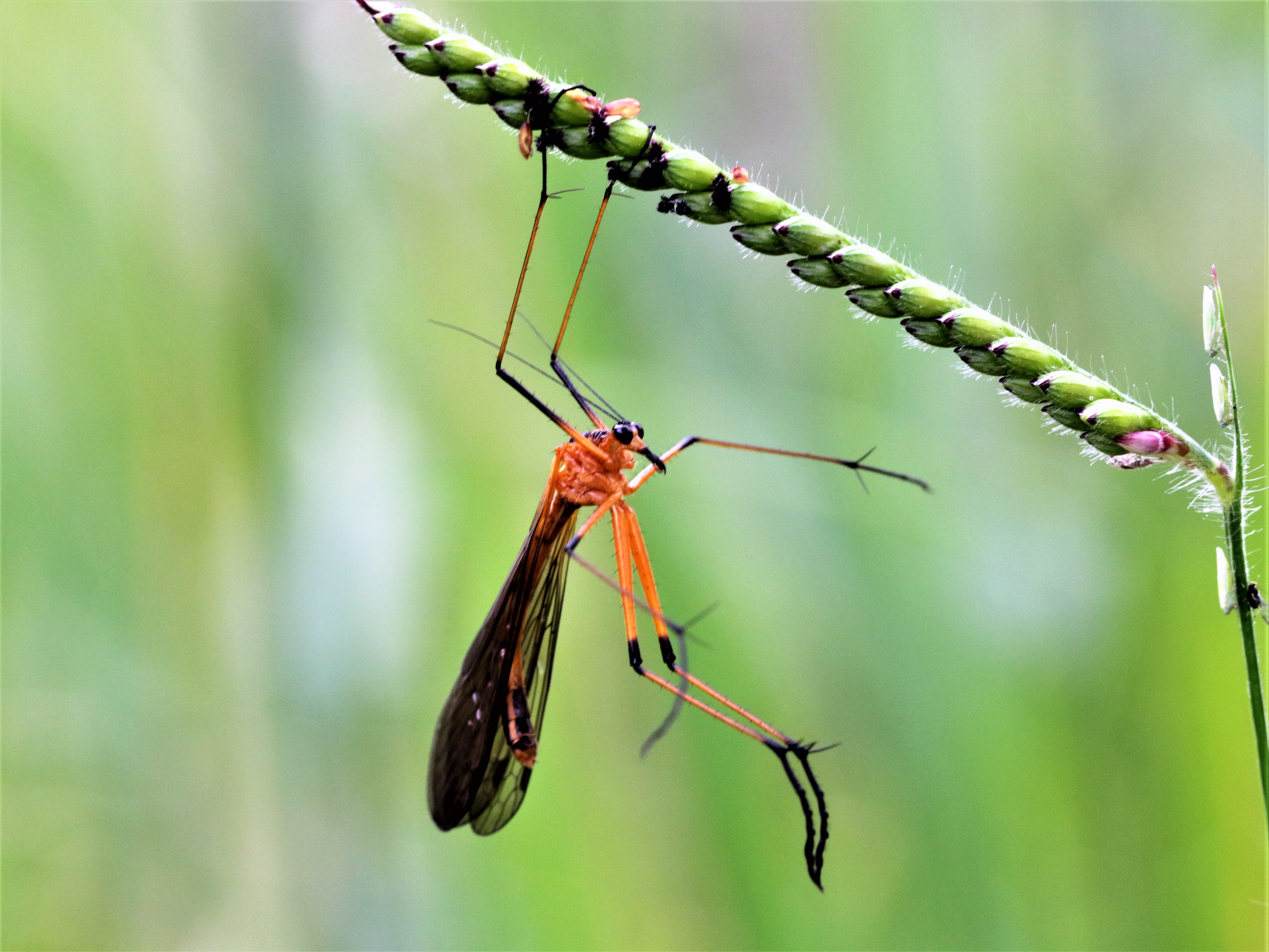
Harpobittacus septentrionis

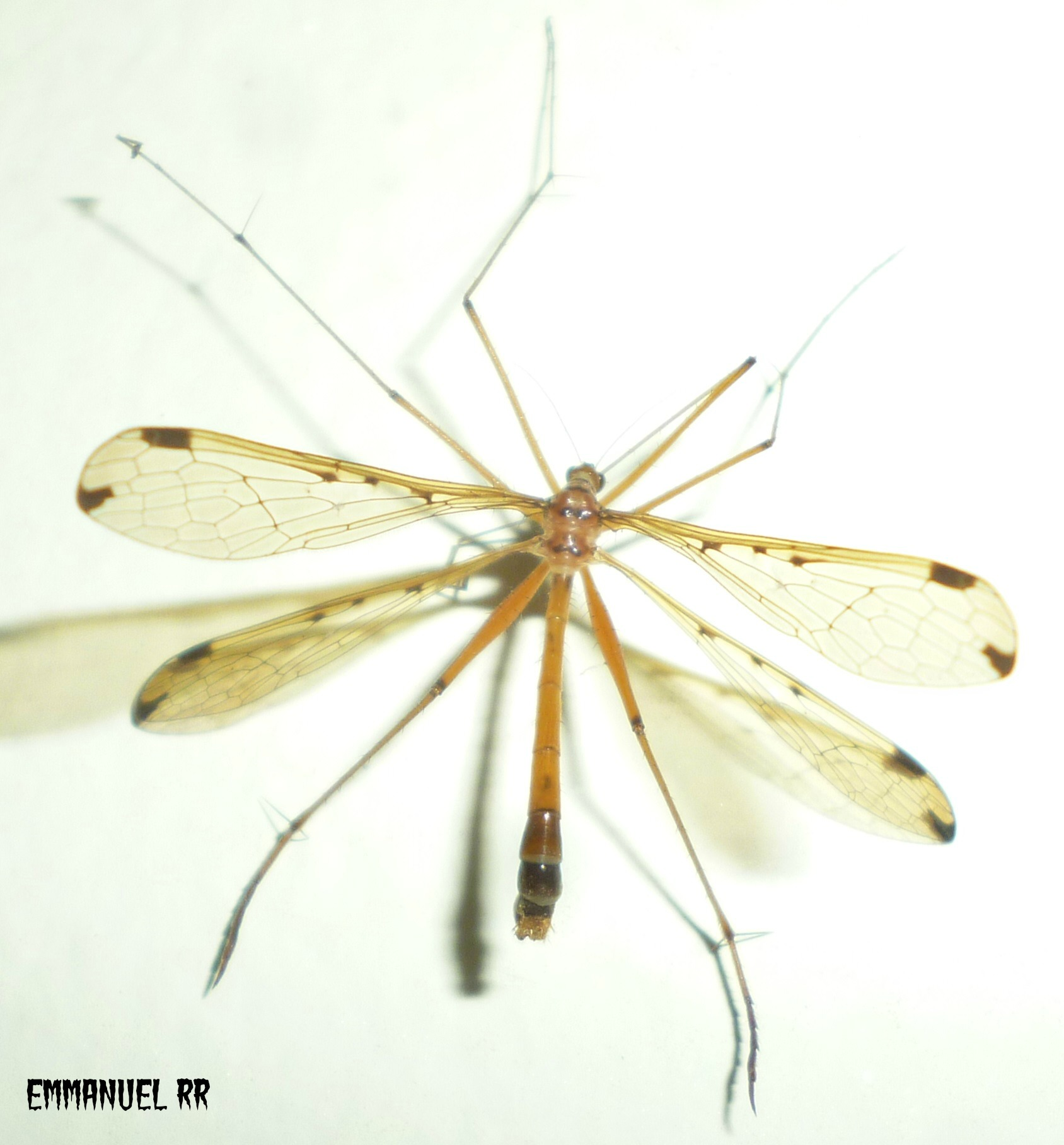
Kalobittacus demissus

Bugarowate (Bittacidae) – rodzina owadów z rzędu wojsiłek obejmująca około 160 gatunków występujących na wszystkich kontynentach, najliczniej na półkuli południowej. Większość z nich zasiedla krzewy i gęstą roślinność zielną w pobliżu rzek. W Europie (i w Polsce) rodzina bugarowatych jest reprezentowana przez dwa z najliczniejszego w gatunki (a zarazem typowego) rodzaju Bittacus.
Są to owady średnich i dużych rozmiarów. Głowę mają wyposażoną w parę oczu złożonych, trzy przyoczka i nitkowate czułki, zbudowane z 14–20 członów. Wydłużony nadustek formuje rostrum. Żuwaczki są smukłe, spłaszczone i każda jest zwieńczona pojedynczym ząbkiem. Zwykle mają dwie pary podobnie zbudowanych i użyłkowanych skrzydeł, ale rodzaj Anomalobittacus utracił zdolność do lotu, a Apterobittacus jest całkiem bezskrzydły. Cienkie i długie odnóża zakończone są pięcioczłonowymi stopami. Każda stopa ma jeden pazurek na wierzchołku, który wraz z czwartym jej członem tworzy aparat chwytający ofiarę. Taka budowa uniemożliwia bugarowatym stawanie i kroczenie na odnóżach, w związku z czym mogą się jedynie zawieszać na roślinach. Stąd charakterystyczna dla nich jest pozycja w jakiej polują. Przednimi nogami zawieszają się na roślinach i czatują na drobne stawonogi, który chwytają środkową i tylną parą nóg. Żywią się drobnymi owadami i pająkami, także martwymi. Samce mają między VI i VII oraz między VII i VIII sklerytami odwłoka pęcherzyki wytwarzające feromony.
Bugarowate stanowią prawdopodobnie grupę siostrzaną dla Cimbrophlebiidae, z którymi łączy się je w infrarząd Raptipeda. Przedstawiciele rodziny znani są w zapisie kopalnym od jury środkowej. Zalicza się doń rodzaje:
- Anabittacus Kimmins, 1929
- Anomalobittacus Kimmins, 1928
- †Antiquanabittacus Petrulevičius et Jarzembowski, 2004[5]
- Apterobittacus MacLachlan, 1893
- Austrobittacus Riek, 1954
- †Baissobittacus Novokshonov 1997[7]
- Bittacus Latreille, 1805 – bugar
- †Burmobittacus Zhao et al., 2016[7]
- †Composibittacus Liu et al., 2016[7]
- †Cretobittacus Novokshonov, 1993[7]
- †Decoribittacus Li et Ren, 2009[7]
- Edriobittacus Byers, 1974
- †Exilibittacus Yang, Ren et Shih, 2012[5]
- †Formosibittacus Li, Ren & Shih, 2008[6]
- Harpobittacus Gerstaecker, 1885
- Hylobittacus Byers, 1979
- Issikiella Byers, 1972
- †Juracimbrophlebia  Wang et al. 2012[8]
- †Jurahylobittacus Li, Ren & Shih, 2008[6]
- Kalobittacus Esben-Petersen, 1914
- †Karattacus Novokshonov, 1997[7]
- †Liaobittacus Ren, 1993[5]
- †Megabittacus Ren, 1997[5]
- †Mongolbittacus Petrulevicius, Huang & Ren, 2007[9]
- Nannobittacus Esben-Petersen, 1927
- Neobittacus Esben-Petersen, 1914
- Orobittacus Villegas & Byers, 1982
- †Orthobittacus Willmann, 1989[7]
- Pazius Navás, 1913
- †Palaeobittacus Carpenter 1928[7]
- †Preanabittacus Novokshonov, 1993[7]
- †Probittacus Martynov, 1927[7]
- †Prohylobittacus Novokshonov, 1993[7]
- †Scharabittacus Novokshonov, 1993[7]
- Sibirobittacus Sukacheva, 1990[5]
- Symbittacus Byers, 1986
- †Thyridates Navas, 1908[7]
- Tytthobittacus Smithers, 1973